# Día Internacional contra la Corrupción

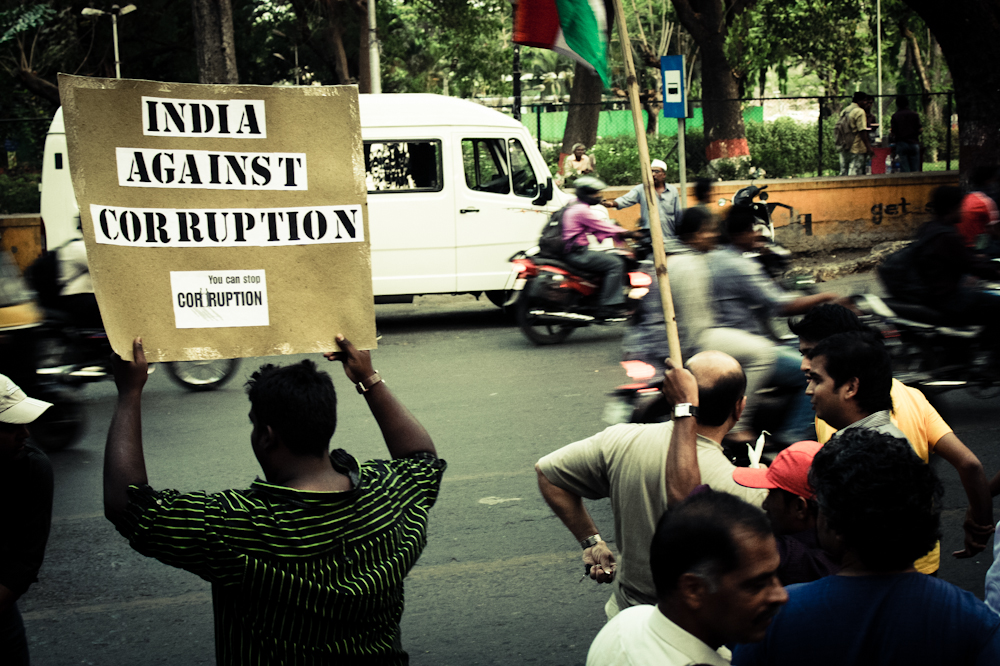
Día Internacional contra la Corrupción

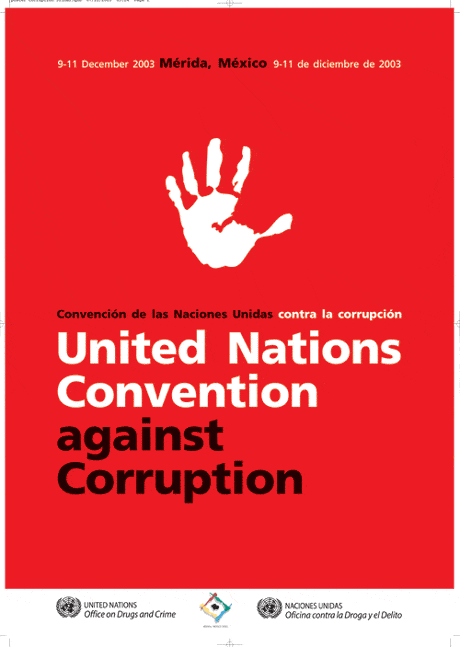
Convención de las Naciones Unidas contra la Corrupción

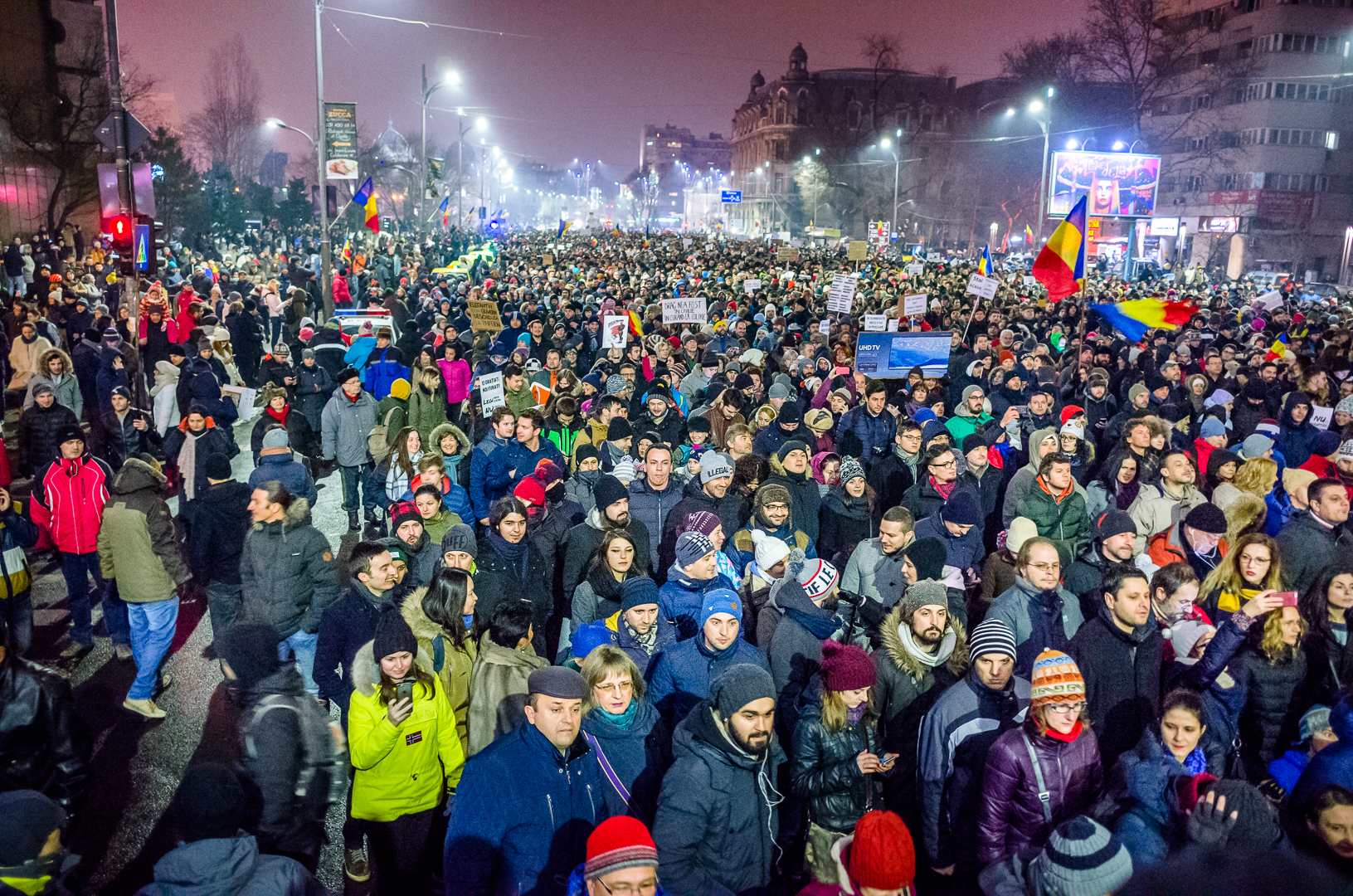
Protesta de estudiantes contra la corrupción en Rumania

El Día Internacional contra la Corrupción es una jornada que se conmemora los 9 de diciembre desde 2004, proclamada por la Asamblea General de las Naciones Unidas en 2003.

## Proclamación
El Día Internacional contra la Corrupción fue proclamado por la Asamblea General de las Naciones Unidas el 31 de octubre de 2003, como parte de la adopción de la Convención de las Naciones Unidas contra la Corrupción (CNUCC). Esta convención, que entró en vigor en diciembre de 2005, es el primer instrumento jurídico global destinado a combatir la corrupción en todas sus formas. Tiene como objetivo sensibilizar a la comunidad sobre la importancia de luchar contra la corrupción, un fenómeno que socava las instituciones democráticas, afecta de forma negativa el desarrollo económico y perpetúa la pobreza y la inestabilidad en las sociedades. La Asamblea General solicitó al Secretario General que designara a la Oficina de las Naciones Unidas contra la Droga y el Delito (UNODC) como la secretaría para la Conferencia de los Estados Partes de la Convención.

## Celebración
La primera celebración de este día tuvo lugar en 2004.Entre las actividades se encuentran campañas globales de sensibilización, conferencias, seminarios y acciones coordinadas por gobiernos, organizaciones no gubernamentales, el sector privado y la sociedad civil para promover la transparencia y la integridad. En este contexto, la UNODC y el Programa de las Naciones Unidas para el Desarrollo (PNUD) lideran iniciativas para reforzar la cooperación internacional bajo el lema #UnidosContraLaCorrupción. En 2010, la UNODC, bajo el lema "Corrupción: Tu NO Cuenta", realizó campañas de sensibilización, incluyendo un concurso de ensayos para estudiantes y la difusión de videos en Kazajistán, destacando la importancia de decir NO a la corrupción y el poder de la cooperación internacional.

## Temas
- 2004: Primera celebración,[6]
- 2008: Corruption impedes development and human rights,[7] ('La corrupción impide el desarrollo y los derechos humanos')
- 2009: Don’t let corruption kill development,[8] ('No dejes que la corrupción mate el desarrollo')
- 2010: Business leaders urged to denounce and fight corruption,[9] ('Se insta a los líderes empresariales a denunciar y combatir la corrupción')
- 2011: Time to fight back against ‘cancer’ of corruption,[10] ('Es hora de luchar contra el "cáncer" de la corrupción')
- 2012: Corruption is not inevitable,[11] ('La corrupción no es inevitable')
- 2013: Good governance critical for development,[12] ('La buena gobernanza es crucial para el desarrollo') - Zero Corruption, 100 per cent development,[13] ('Cero corrupción, 100% desarrollo')
- 2014 - 2015: Break the Corruption Chain,[14][15] ('Rompe la cadena de la corrupción')
- 2016: Stand united against corruption,[16] ('Mantente unido contra la corrupción')
- 2018: The costs of corruption: values, economic development under assault, trillions lost,[17] ('Los costos de la corrupción: valores y desarrollo económico bajo asalto, billones perdidos')
- 2019: United Against Corruption,[18] ('Unidos contra la corrupción')
- 2020: Recuperarse con integridad[19]
- 2021: Tu derecho, tu desafío: dile no a la corrupción[20]
- 2022-2023: Veinte años de la Convención de la ONU contra la Corrupción: uniendo al mundo contra la corrupción[21][22]